# Capodimonte
Capodimonte là một đô thị ở tỉnh Viterbo trong vùng Lazio của Ý, có cự ly khoảng 90 km về phía tây bắc của Roma và khoảng 20 km về phía tây bắc của Viterbo. Tại thời điểm ngày 31 tháng 12 năm 2004, đô thị này có dân số 1.745 người và diện tích là 61,3 km².
Capodimonte giáp các đô thị: Bolsena, Gradoli, Latera, Marta, Montefiascone, Piansano, San Lorenzo Nuovo, Tuscania, Valentano.